# گورژه گرویا
گورژه گرویا (انگلیسی: Gheorghe Gruia; ۲ اکتبر ۱۹۴۰ – ۹ دسامبر ۲۰۱۵) بازیکن هندبال اهل رومانی بود.